# Poolbillard-Jugendeuropameisterschaft 1985
Die Poolbillard-Jugendeuropameisterschaft 1985 war die fünfte Austragung der von der European Pocket Billiard Federation veranstalteten Jugend-Kontinentalmeisterschaft im Poolbillard. Sie fand in St. Johann im Pongau statt.
Ausgespielt wurden die Disziplinen 14/1 endlos, 8-Ball und erstmals auch 9-Ball bei den Junioren.

## Medaillengewinner
| Disziplin              | Gold            | Silber       | Bronze                         |       |
| ---------------------- | --------------- | ------------ | ------------------------------ | ----- |
| Junioren – 14/1 endlos | Thomas Engert   | J. Hedman    | T. Melbye Albin Ouschan senior | [ 1 ] |
| Junioren – 8-Ball      | J. Lundquist    | Rolf Alex    | A. Katnik L. Fjeldas           | [ 2 ] |
| Junioren – 9-Ball      | Palle Magnusson | Ralf Souquet | Arno Malle Hans Schernthaler   | [ 3 ] |